# Dé Stoop

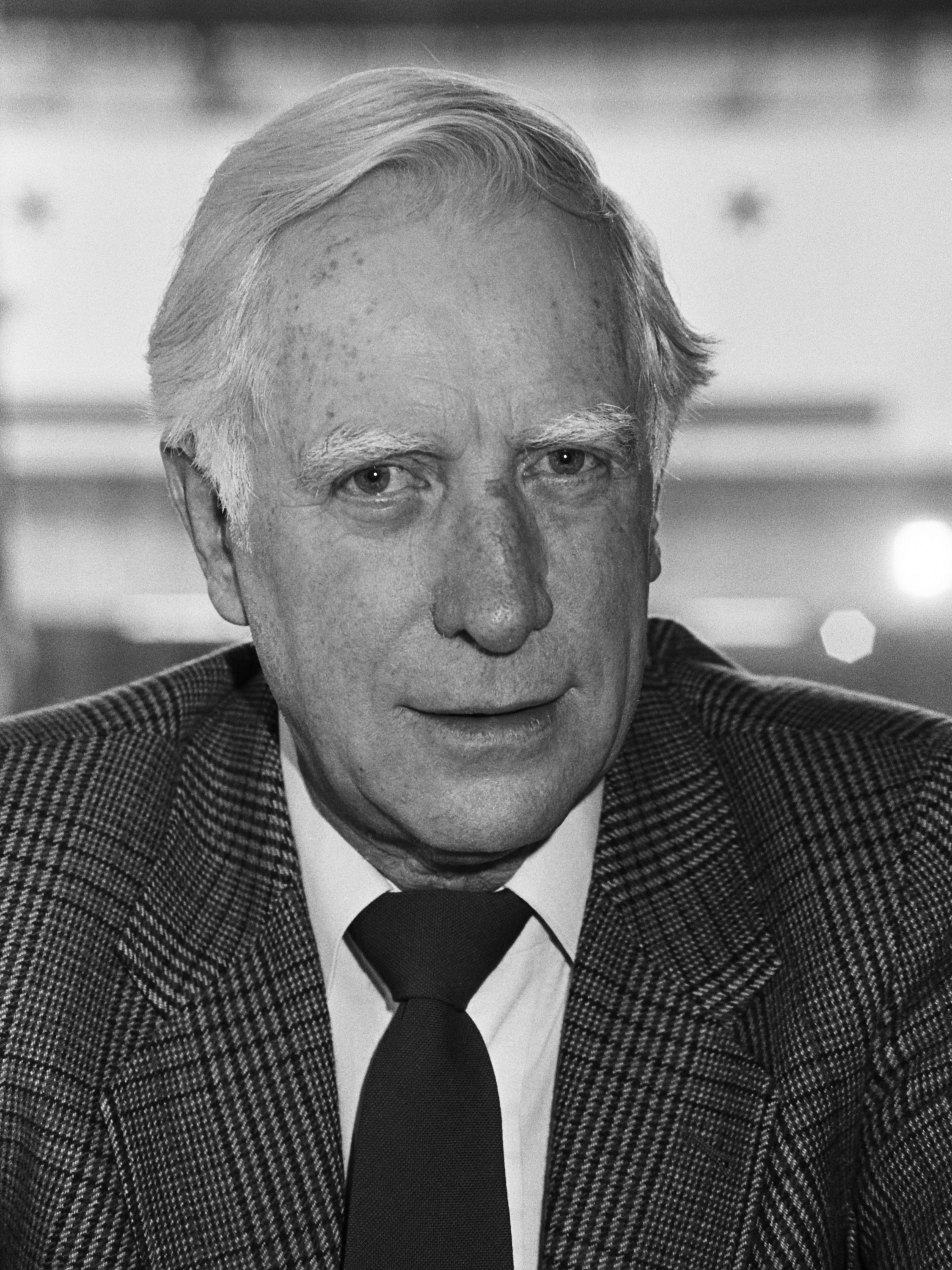
Dé Stoop, 1981

Dingeman Stoop (* 22. Oktober 1919 in Amsterdam; † 12. Februar 2007), besser bekannt als Dé Stoop, war ein niederländischer Unternehmer und Sportmanager.
Seine größte Bekanntheit erlangte er als Präsident des FC Amsterdam. Er war Direktor und Inhaber von Starlift Voorburg, einem Liftfabrikanten, und brachte es zu einem Millionenvermögen.